# Bruinkeelwever
De bruinkeelwever (Ploceus xanthopterus) is een zangvogel uit de familie Ploceidae (wevers en verwanten).

## Verspreiding en leefgebied
Deze soort telt 3 ondersoorten:
- P. x. castaneigula: westelijk Zambia, noordoostelijk Namibië, noordelijk Botswana en westelijk Zimbabwe.
- P. x. marleyi: van zuidelijk Mozambique tot noordoostelijk Zuid-Afrika.
- P. x. xanthopterus: van zuidwestelijk Tanzania en Malawi tot noordoostelijk Zimbabwe en noordelijk en centraal Mozambique.